# Бедриці
Бедриці (рос. Бедрицы) — село в Мещовському районі Калузької області Російської Федерації.
Населення становить 3 особи. Входить до складу муніципального утворення Місто Мещовськ.

## Історія
Від 2004 року входить до складу муніципального утворення Місто Мещовськ.

## Населення
| 2002 | 2010 |
| ---- | ---- |
| 14   | ↘3   |

## Географія
Село розташоване в центральній частині Калузької області, в зоні хвойно-широколистяних лісів, у межах Барятинсько-Сухиницької рівнини, на правому березі річки Серени, на відстані приблизно 8 кілометрів (по прямій) на південний схід від міста Мещовська, адміністративного центру району.
Абсолютна висота - 192 метри над рівнем моря.